# Sudha Murty
Pour les articles homonymes, voir Murty.
Sudha Murty (née Kulkarni le 19 août 1950) est une femme d'affaires, éducatrice, auteure et philanthrope indienne, présidente de la Fondation Infosys. Elle est mariée au cofondateur d'Infosys, Narayana Murthy (en). En 2006, le gouvernement indien lui a décerné le Padma Shri pour son travail dans le domaine social.
Sudha Murty a commencé sa carrière professionnelle dans le domaine de l'informatique et de l'ingénierie. Elle préside la fondation Infosys et est membre des initiatives de soins de santé publique de la fondation Gates. Elle a fondé plusieurs orphelinats, participé aux efforts de développement dans les zones rurales, soutenu le mouvement visant à doter toutes les écoles publiques du Karnataka d'ordinateurs et de bibliothèques, et créé la Murty Classical Library of India à l'université Harvard,.
Murty est surtout connue pour son engagement social et sa contribution à la littérature en kannada et en anglais. Dollar Bahu, un roman qu'elle a écrit, a été adapté en série télévisée dramatique par Zee TV en 2001. Sudha Murty a également joué dans le film marathi Pitruroon et le film kannada Prarthana,.

## Jeunesse
Sudha Murty est née le 19 août 1950, à Shiggaon dans le district de Haveri (Inde). Elle est la fille du chirurgien R. H. Kulkarni et de Vimala Kulkarni. Elle est élevée par ses parents et ses grands-parents maternels. Ces expériences d'enfance constituent la base historique de ses premiers ouvrages notables intitulés How I Taught My Grandmother to Read and Other Stories et Wise and Otherwise. Murty a obtenu une licence en ingénierie (Bachelor of Engineering) en génie électrique et électronique du B.V.B. College of Engineering & Technology (actuellement KLE Technological University). Elle est reçue première de sa promotion et reçoit une médaille d'or du ministre en chef de Karnataka. Elle obtient un master en informatique (Master of Engineering) à l'Indian Institute of Science, .

## Carrière
Sudha Murty est la première femme ingénieure embauchée par le plus grand constructeur automobile indien, TATA Engineering and Locomotive Company (TELCO). Elle écrit une lettre au président de TELCO pour se plaindre du recrutement uniquement masculin dans l'entreprise. En conséquence, elle obtient un entretien et est engagée,. Elle rejoint l'entreprise en tant qu'ingénieure de développement à Pune, puis travaille à Mumbai et à Jamshedpur. Elle a rejoint ensuite le Walchand Group of Industries à Pune en tant qu'analyste principale des systèmes.
En 1996, elle crée la Fondation Infosys et en devient l'administratrice. Elle est professeure invitée à l'université de Bangalore. Elle a enseigne également à l'université du Christ à Bangalore.
Sudha Murty a écrit et publié de nombreux livres, notamment des romans, des ouvrages documentaires, des récits de voyage, des livres techniques et des mémoires. Ses livres ont été traduits dans toutes les principales langues indiennes. Elle est également chroniqueuse pour des journaux en anglais et en kannada.

## Philanthropie

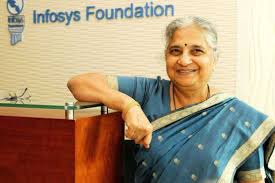
Sudha Murty à la fondation Infosys.

La fondation Infosys de Murty est un organisme public de bienfaisance fondé en 1996 et Murthy en est l'un des administrateurs. Par le biais de cette fondation, elle a construit 2 300 maisons dans les zones touchées par les inondations. Le travail social de Murty couvre les soins de santé, l'éducation, l'émancipation des femmes, l'hygiène publique, l'art et la culture, et la réduction de la pauvreté. Son projet d'équiper chaque école d'une bibliothèque a permis la création de 70 000 bibliothèques. Elle aide les zones rurales en construisant 16 000 toilettes publiques et plusieurs centaines de toilettes dans la ville de Bangalore. La fondation a mené des actions de secours lors de catastrophes naturelles nationales comme le tsunami au  et à Andaman, le tremblement de terre dans le district de Kutch, l'ouragan et les inondations à Odisha et à Andhra Pradesh et la sécheresse à Karnataka et Maharashtra. Deux établissements d'enseignement supérieur, le bâtiment H.R. Kadim Diwan, qui abrite le département des sciences informatiques et de l'ingénierie (CSE) de l'IIT Kanpur et la Narayan Rao Melgiri Memorial National Law Library à la NLSIU, ont été équipés et inaugurés par la Fondation Infosys.

## Vie privée
Sudha Murty a épousé N. R. Narayana Murthy alors qu'elle était employée comme ingénieur chez TELCO à Pune. Le couple a deux enfants, Akshata et Rohan. Sa fille Akshata a épousé Rishi Sunak, son camarade de classe à Stanford. Le 24 octobre 2022, Sunak devient premier ministre du Royaume-Uni. Murty se décrit comme "une cinéphile".